# 攻撃遮断くん
攻撃遮断くん（こうげきしゃだんくん）はサイバーセキュリティクラウドが2013年6月1日から提供しているクラウド型WAFである。

## 歴史
- 2013年
6月 - 「攻撃遮断くん」の提供を開始する。
- 2014年
10月 - 「攻撃遮断くんWEBセキュリテイタイプ」の提供を開始する。
- 2016年
8月 - 「攻撃遮断くんDDoSセキュリテイタイプ」の提供を開始する。

## 機能
外部からのサイバー攻撃を防ぎ、個人情報漏洩、Webサイトの改ざん、サービスの停止などを防ぐ機能を提供する。また自社開発攻撃検知AIエンジンが搭載されており、一般的な攻撃だけではなく、未知の攻撃、誤検知などにも対応が可能。